# 11040 Wundt
11040 Wundt è un asteroide della fascia principale. Scoperto nel 1989, presenta un'orbita caratterizzata da un semiasse maggiore pari a 2,2436108 UA e da un'eccentricità di 0,1955898, inclinata di 0,91788° rispetto all'eclittica.